# هورست ستامبف
هورست ستامب (20 نوفمبر 1887 - 25 نوفمبر 1958) كان جنرالًا ألمانيًا في الفيرماخت خلال الحرب العالمية الثانية. وقد حصل على وسام الفارس الصليبي الحديدي.
في 1 يناير 1938 تم إعطاء ستمبف قيادة اللواء بانزر الثالث وفي 1 مارس 1939 تمت ترقيته إلى جنرال مايجور وقاد اللواء خلال غزو بولندا . في 7 أكتوبر 1939، تم تعيينه قائدًا لفرقة البانزر الثالثة وفي نوفمبر 1940 تم تعيينه لقيادة فرقة بانزر 20 الجديدة وترقيته إلى جينيرال لوتنانت في 1 فبراير 1941. قاد الفرقة على الجبهة الشرقية وفي 29 سبتمبر 1941 حصل على صليب الفارس للصليب الحديدي، ولكن تم نقله إلى فوهررريزيرف بعد ذلك بوقت قصير.
في أبريل 1942 تم تعيينه مفتشًا عسكريًا لمنطقة التجنيد كونيجسبيرج. في يوليو 1944 أصبح المفتش العام لقوات بانزر في الجيش البديل وتم ترقيته إلى الجنرال دير بانزرتروب في عام 1944. توفي في هامبورغ عن عمر يناهز 71 عامًا.

## الجوائز
- وسام الفارس الصليبي الحديدي في 29 سبتمبر 1941 بصفته جينيرال لوتنانت وفرقة بانزر العشرين [1]

### اقتباسات
1. ↑  Fellgiebel 2000, p. 417.

### قائمة المراجع
- Fellgiebel, Walther-Peer (2000) [1986]. Die Träger des Ritterkreuzes des Eisernen Kreuzes 1939–1945 — Die Inhaber der höchsten Auszeichnung des Zweiten Weltkrieges aller Wehrmachtteile [The Bearers of the Knight's Cross of the Iron Cross 1939–1945 — The Owners of the Highest Award of the Second World War of all Wehrmacht Branches] (بالألمانية). Friedberg, Germany: Podzun-Pallas. ISBN:978-3-7909-0284-6.

| مناصب عسكرية    | مناصب عسكرية                | مناصب عسكرية    |
| --------------- | --------------------------- | --------------- |
| سبقه {{{سبقه}}} | {{{العنوان}}} {{{الأعوام}}} | تبعه {{{تبعه}}} |
| سبقه {{{سبقه}}} | {{{العنوان}}} {{{الأعوام}}} | تبعه {{{تبعه}}} |
| سبقه {{{سبقه}}} | {{{العنوان}}} {{{الأعوام}}} | تبعه {{{تبعه}}} |